# Lepilemur grewcockorum
Lepilemur grewcockorum (Лепілемур Грюкоків) — вид приматів родини лепілемурових (Lepilemuridae). Вид названий на честь Біла й Берньєса Грюкоків (Bill & Berniece Grewcock), прихильників наукових досліджень мадагаскарських приматів.

## Зовнішній вигляд
З 23—27 сантиметрів довжини тіла, від 27 до 30 сантиметрів довжини хвоста і 0,7—0,8 кілограмів ваги це середній представник роду. Задні ноги довгі і сильні, довгий хвіст. Шерсть, в основному, сіра, черево світло-сіре або білувате. Зверху є темніша смугою, яка простягається на спині, хвіст рівномірно сірий. Голова кругла, область навколо морди білувато-рожева, очі великі.

## Поширення
В даний час відомий з області Анжіаманґірана на північному заході Мадагаскару. Цей вид живе в густих незайманих лісах в гірських фрагментах і прибережних районах південного Самбірано.

## Поведінка
Про їхнє життя мало що відомо, але, швидше за все, відповідає решті лепілемурів. Вони ведуть нічний спосіб життя і зазвичай залишаються на деревах. Дієта повинна складатися з листя, плодів, квітів та інших частин рослин.

## Загрози
Цей вид знаходиться під загрозою втрати місця існування і деградації через урбанізацію, сільське господарство, тваринництво, а також неприйнятний рівень полювання. Цей вид, як відомо, відбуваються в англ. Anjiamangirana Classified Forest.